# Видео Бенни
«Видео Бенни» (англ. Benny's Video) — фильм режиссёра Михаэля Ханеке, снятый в 1992 году. Картина получила призы Венского кинофестиваля (1992) и ФИПРЕССИ (1993).

## Сюжет
Бенни живёт в обеспеченной семье. Родители уделяют мало внимания сыну, и тот полностью погружён в свои увлечения — съёмку на любительскую камеру и просмотр низкобюджетных фильмов ужасов. Однажды на ферме Бенни снимает сцену забоя свиньи, тогда же ему удаётся выкрасть пистолет с патронами. Кадры настоящего убийства производят на подростка сильное впечатление, он любит их пересматривать. Через некоторое время, дождавшись отъезда родителей, он приводит в гости случайную знакомую и смертельно ранит её из пистолета, снимая происходящее на видеокамеру. Желая поделиться с кем-то происшедшим и не зная, что делать с трупом, он показывает видеозапись родителям.

## В ролях
| Актёр            | Роль             |
| ---------------- | ---------------- |
| Арно Фриш        | Бенни            |
| Ангела Винклер   | Анна мать Бенни  |
| Ульрих Мюэ       | Георг отец Бенни |
| Ингрид Штасснер  | девушка          |
| Штефани Бреме    | Эви              |
| Штефан Поласек   | Рикки            |
| Кристиан Пунди   |                  |
| Макс Бернер      |                  |
| Ганспетер Мюллер |                  |
| Шелли Кэстнер    |                  |